# 江戸氏
江戸氏（えどし）は、日本の氏族。以下が知られる。
- 武蔵江戸氏 - 武蔵国の国人領主
- 常陸江戸氏 - 戦国大名に成長した

## 武蔵江戸氏
武蔵江戸氏（むさしえどし）は、武蔵国豊島郡江戸郷を発祥とする武家。鎌倉幕府の御家人にして武蔵の国人領主。本姓は桓武平氏。家系は鎮守府将軍・平良文の孫・将恒を祖とする秩父氏の支流の一族。通字は主に「重」の字を用いた。
後三年の役で先陣を務めた平武綱の子・秩父重綱の四男秩父重継（江戸重継）は平安時代の末（12世紀半ば）に豊島郡江戸郷を領して地名を名乗りとし「江戸四郎」を称し、江戸氏を興した。江戸は、西は平川（日比谷入江へ注いだ）と東は神田山（現在の駿河台）とに挟まれた場所の地名だった。
江戸氏の居館の場所は麹町台地東端（後世の江戸城の本丸、二の丸周辺）と推定する説があるが正確な位置は不明である。これに対して山田邦明は、居館の場所は豊島郡江戸郷と考えることが妥当であり、現在の水道橋付近にあったとする説を提示している（その理由として後世の江戸城のある地は江戸郷ではなく平安時代以前には荏原郡桜田郷だったことを挙げている）。
重継は関政家（小山政光の叔父）の娘を室に迎え、その子・重長は猪俣党の藤田政行の娘を室に迎えるなど、江戸氏は武蔵国内の御家人との間に婚姻関係を展開した。

### 源平の争乱
治承・寿永の乱（源平合戦）において、江戸氏は治承4年（1180年）に源頼朝が挙兵した時、武蔵国内で勢力を拡大した秩父平氏の有力な一角となっていた。江戸重継の子・重長は初め頼朝と対立して、衣笠城合戦で畠山重忠・河越重頼と共に頼朝方の三浦義明を討って衣笠城を落城させた。頼朝が再び安房から挙兵した際には、周辺の豊島氏・葛西氏は頼朝にすぐ従ったが重長は畠山・河越と共に従わず、頼朝が武蔵鎌倉に入る障害となった。
『吾妻鏡』9月28日条によると、頼朝は秩父一族の切り崩しを図って重長に使いを送り、「畠山重能・小山田有重が在京している今、武蔵は汝が棟梁である。もっとも頼りにしているので近辺の武士達を率いて参上せよ」と伝えたとされる。「棟梁」と呼ぶことで重長を懐柔しようとしたとみられる。しかし重長が応じないため、29日条で既に頼朝に参陣していた秩父一族の葛西清重に大井の要害へ重長を誘い出し討ち取るよう命じている。なお葛西清重は追討せず、重長への説得を続けたとみられる。
『吾妻鏡』10月4日条に至り、重長は畠山重忠や河越重頼と共に頼朝に帰伏する。頼朝は「重長らは源家に弓を引いた者であるが、このように勢力の有る者を取り立てなければ目的は成し遂げられないであろう。憤懣を残してはならない」と当主を江戸氏らに討たれた三浦一族に言い聞かせ、三浦氏は異心を抱かないとして、重忠らとお互いに目を合わせ、納得して席に並んだという。江戸氏が頼朝になかなか帰参しなかった理由として、この三浦氏との確執問題があったとみられ、頼朝が配慮したとみられる。
翌日には、重長は頼朝から武蔵の在庁官人や諸郡司を統率して国の諸雑事を沙汰する権限を与えられた。このときに重長に秩父氏の家督が与えられたとみられる。ただし、この権限・秩父氏家督は後に河越重頼が有しており、江戸氏には継承されなかった。重長はその後、文治5年（1189年）の奥州合戦にも従軍し、奥州藤原氏討伐のため鎌倉を出陣する頼朝に従った。
なお『義経記』において「坂東八ヵ国の大福長者」と記された重長が舟橋を作り頼朝の軍勢を渡河させたなどと、後世の軍記物では重長は『吾妻鏡』に比べて大幅にその影響力が誇張されている。「大福長者」については、当時の江戸氏はさほど強勢でなく先述の国の諸雑事を沙汰する権限が姿を変えたとする意見や、実際に繁栄していた江戸氏の富の多さを示すとする意見もある。

### 鎌倉時代
重長は鎌倉幕府御家人となり、その子とみられる忠重が元久2年（1205年）6月の畠山重忠追討軍に参加している。また鎌倉時代初期には重長の兄弟と推定される次郎親重・四郎重直・七郎重宗、重長の子と推定される次郎朝重の活動が見える。これ以外の記録・系譜でみられる江戸姓の人物は系譜上での位置づけが全く不詳である。
『吾妻鏡』には他に八郎太郎景益、七郎重保、七郎太郎重光、七郎太郎長元、七郎太郎長光といった名前がある。
承久の乱後には新補地頭として江戸四郎重持が出雲国安田荘に下向した。その地で社家石清水八幡宮と対立、寛元元年（1243年）に下地中分が記録されている。出雲へ下向した出雲江戸氏は、重持－某（法名：入仏）－某－清重、重長（清重の子か弟）と続いたと建武5年（延元3年,1338年）足利直義下知状に見える。重持は四郎の名乗りから、2代重長の弟・四郎重通の子とも推測されている。
弘長元年10月3日（1261年）には、地頭・江戸長重が正嘉の飢饉による荒廃で経営が出来なくなった江戸郷前島村（現在の東京駅周辺）を北条氏得宗家に寄進して得宗被官となり、正和4年（1315年）までに得宗家から円覚寺に再寄進されている事が記録として残されている。
また武蔵千束郷（今の浅草千束町周辺）が江戸氏の所領とみられ、そこに拠った庶家（浅草江戸氏）が鎌倉期に活動している。系図には朝重－周重－重益－行重－重通と続き、行重の弟の政重－重高－重村、その弟・房重－高泰とある。一方『北区史』は景益（重益）を2代重長の弟・八郎重時の子とし、重益－行重・政重から続く家系が繋がるとする。
このうち、正和3年（1314年）に江戸重通と江戸政重（石浜政重）が江戸重益・江戸行重の相続について争いを起こしている。幕府は行重の跡は重通が継いだと判断したが、その後貞和2年/正平3年（1348年）頃まで争っていたようで、江戸政重の子孫・江戸重村が重通の養子となって和解したとみられる。この家督を萩原竜夫は浅草江戸氏の家督であって江戸氏総領だったのかは不明とし、『荒川区史』では重益からを江戸氏の嫡流と見なしている。『荒川区史』は朝重からの江戸氏と、木田見流の大きな 2家が江戸氏庶流で力を持っていたとしている。

#### 系譜の混乱
江戸重継から江戸忠重までの3代以降は、系図に全く信用すべきものが無い。忠重の代でいったん江戸氏は断絶し、庶流（浅草流江戸氏・小野流江戸氏・木田見流江戸氏）が継いだか、畠山流が継いだかのいずれかである、と杉山博は推測している。『北区史』では忠重の後に秋重などを復元している。
上野国にあって旗本となった小野朝臣江戸氏の系図に小野太郎重行－重光－重房といった名前があり、『吾妻鏡』記載の重光、長光が小野氏流の可能性がある。この家系は、小野太郎重行が江戸忠重の子でその祖母は横山党の小山経隆の娘といい、外戚から小野姓を名乗り子孫は一時江戸を称したという。『埼玉苗字辞典』では江戸氏ではなく小野氏であろうとしている。一方、『北区史』は長光は七郎重宗の子におく。
一般に江戸氏の系図として使われる『畠山系図』では、同じ秩父氏一族の畠山重忠の曾孫である江戸重長（彦太郎、法名：成仏）が江戸氏を継いだことになっている。頼朝時代の江戸太郎重長とは別人である。「畠山系図」では、この江戸重長（成仏）から江戸氏を継いだ長男・重盛以外に、木田見氏重（武重）・丸子家重（丸子氏）・六郷冬重（六郷氏）・柴崎重宗（柴崎氏）・飯倉秀重（飯倉氏）・渋谷元重（渋谷氏）があり、江戸氏が江戸周辺に広がったとしている。
また木田見流の系図では重長（成仏）と頼朝に従った太郎重長は同一人物であり、重長の子・忠重と重長（成仏）の長男・重盛が同一人物としていて、重盛の別名に忠重をおく。
これらの問題について、杉山は江戸太郎重長と畠山系の重長（成仏）の二人を木田見流の系図などで混同した結果、重盛＝忠重などの別名が記載されたとし、萩原は別人ではなく、太郎重長に畠山重忠の家督を継いだとする仮冒を江戸時代に行ったときに、系図をつなぐ上で重長（成仏）が創作されたとする。『荒川区史』では江戸重長が畠山重忠の家督を継ぐのはあり得るとしている。ただし畠山の苗字の地支配は認めていない。

### 室町時代
鎌倉幕府の滅亡時、江戸氏は当初新田義貞の挙兵に加わらず、坂東八平氏や武蔵七党の武士団と共に足利千寿王（後の足利義詮）の合流に伴って鎌倉攻めに参加した。しかし建武政権で成立した成良親王・足利直義の鎌倉将軍府は、東国御家人を重視しなかったため、北条氏残党として旧御家人が反乱した。建武元年（1334年）3月に渋谷氏・本間氏が反乱した後、8月に江戸氏は葛西氏と共に反乱している。これらの反乱は渋川義季に鎮圧された。
『太平記』には新田義貞の重臣として江戸民部丞景氏が見える。新田義貞軍の江戸氏は北陸での新田氏と斯波氏との戦いに従い、義貞討死後も脇屋義助を助けている。一方で建武3年（1336年）に上洛した北畠顕家軍を追撃しようとする鎌倉の足利軍に江戸氏が見える。また同年に比叡山に籠った後醍醐天皇を攻める足利直義軍の伊予国衆に江戸氏が見える。そして、この後の和議で比叡山から京へ向かう後醍醐天皇の一行にも江戸氏が見える。北朝と南朝双方に江戸氏がついていたようである。
浅草流江戸氏は北朝に従ったとみられ、貞和3年（1347年）の2月-3月に江戸重村は鎌倉にあった足利千寿王を警護している。延文元年/正平11年（1356年）の入間川御陣にも重村の後継者・高泰が警固役でみえる。
文和元年/正平7年（1352年）、南朝側の新田義興・義宗の軍勢と足利尊氏の軍勢が戦った武蔵野合戦には、鎌倉を出た尊氏の許へ江戸遠江守が参陣し、2月20日には江戸遠江守・江戸下野守・江戸修理亮らと共に尊氏の久米川の陣にも参陣している（『太平記』）。また江戸氏の末裔が伝えた『江戸北見過去帳』には、淡路守泰重が武蔵野合戦で戦死したという。文和4年/正平10年（1355年）の東寺合戦（京都を占拠した足利直冬・南朝方と奪還を図る足利尊氏方の戦い）には、江戸遠江守高良・その甥の江戸下野守冬長・江戸修理亮が油小路で奮戦している（『源威集』）。萩原はこの諱に対して何に拠ったか不明と述べている。一方『新編千代田区史』は『太平記』の江戸遠江守・下野守をすべて高良・冬長と記している。
『太平記』によれば、畠山国清から江戸遠江守は新田義興の迎撃を命じられ、延文3年/正平13年（1358年）に竹沢右京亮と共に矢口渡で義興を謀殺したという。このとき江戸遠江守は甥の江戸下野守と共に三百余騎を率いたとされ、その後入間川御陣の足利基氏の許へ馳せ参じ、忠功抜群として数カ所の恩賞地を拝領した。ただし遠江守は恩賞地への向かう途中に矢口渡を通った際、落雷に遭って落馬、そのまま狂死したといい、義興の怨霊の祟りとされる。また康安元年/正平16年（1361年）に畠山国清が失脚すると畠山被官・江戸修理亮が捕えられ龍口で斬られている。
江戸遠江守は系図に見える江戸長門に比定されている。「慶元寺系図」には江戸長門の生母は源氏の名門・新田氏一族の一井貞政の姉「いと」とある。下野守は系図に見える重武とみられている。
また延文2年/正平12年（1357年）には江戸淡路守が鶴岡八幡宮より豊島郡小具郷を押領したと訴えられており、系図で見える江戸高重（江戸長門の子）とされる。
応安元年（1368年）の武蔵平一揆では、一族の牛島氏と共に挙兵するが敗れて領地を失った。ただし全所領を没収されたわけではなく、浅草流の江戸房重は乱後にその忠勤を褒められる書状が残っている。ただ勢力が大きく削がれたのは間違いなく、これ以後江戸惣領家は没落した。一族庶流の台頭で惣領家の所領が縮小したためと考えられている。
至徳元年（1384年）には、江戸遠江守が得た恩賞地の内の稲毛庄渋口郷が岩松直国へ与えられたが、遠江守の子孫とみられる江戸蔵人入道希全、信濃入道道貞、四郎入道道儀（すべて法名）が渋口郷の引き渡しを妨害した（「正木文書」）。
応永30年（1424年）に江戸氏の一族とみられる江戸大炊助憲重が「武州豊嶋郡桜田郷」の土地売却を巡って訴訟を起こしている。元々、荏原郡の一部であった桜田郷が豊島郡の一部とされた背景として、江戸氏の勢力の拡大に伴って江戸郷と隣接する桜田郷が江戸の一部として認識されてきたことの表れと考えられている。
『鎌倉大草紙』には、上杉禅秀の乱勃発時に避難する足利持氏の随兵の中に江戸遠江守が見える。また禅秀が挙兵した六本松の合戦で江戸近江守が戦死している。木田見流の系図では近江守を高重とする。遠江守と近江守は同一人物かとも指摘される。
『大田区史』によれば、江戸長門の次男・正長（上記の希全と比定）の子にあたる蒲田忠武（道儀と比定）は、蒲田氏（江戸蒲田氏・蒲田流江戸氏）を称して独立し、「太平記」に新田義興謀殺に参加したとある蒲田氏は彼だという。享徳の乱で衰えながらも後北条氏に仕えて近世以降も続いた。
江戸の地は江戸氏が去った後に太田道灌が進出した。江戸重広の頃、総領家が世田谷木田見（喜多見）へ移ったとも、庶流の木田見流が名跡を継承したとも、14世紀に千束郷石浜・鳥越に拠った江戸氏の系譜を喜多見流が継承したともされる。

### 戦国時代以降
木田見流江戸氏が、世田谷城主・吉良氏の家臣として見える。吉良氏朝の配下・江戸摂津守浄仙と景福軒呂顕（浄仙の父）で、木田見系図では「常光」とその父「門重」とする。この家系はのち古河公方、次いで後北条氏に仕えた。子孫の江戸勝忠（後の喜多見勝忠）は豊臣秀吉による小田原征伐に際して、後北条氏と共に小田原城に籠城したが、小田原城が開城し北条氏が没落すると。替わって江戸に入府した徳川家康の家臣となり、世田谷喜多見に所領を安堵され姓を江戸氏から喜多見氏に改めた。喜多見勝忠はその後、九戸政実の乱で現在の岩手県まで出征し、関ヶ原の戦い、大坂の陣に従軍した功績もあり、才を買われて元和元年（1615年）に近江国郡代となった。翌年には堺奉行となり、後陽成天皇の葬礼を務めるなどの功績を挙げた。子に旗本で茶人の喜多見重勝がいる。勝忠から数えて3代目の喜多見重政は徳川綱吉の寵臣として旗本から累進し、天和3年（1683年）に譜代大名となった。江戸郊外喜多見の地に1万石（のち2万石）の喜多見藩を立藩、初代藩主となり、築城すら許されその費用を綱吉から与えられた。貞享2年（1685年）には側用人となるなど綱吉の寵愛は深かったが、城の完成を見ることはなく元禄2年（1689年）2月2日に突然改易され、大名である喜多見氏は滅びた（改易の原因は不明。重政の一族で旗本分家・喜多見重治の不祥事への対応を誤ったため、など諸説ある）。なお重政の嫡男・忠政は後に松前藩に仕えて続いた。
一族の蒲田氏は後北条氏に仕えて活動した。蒲田氏は、「江戸名字書立」に他家とは別に「蒲田殿一跡」と記され、江戸氏代々の相伝の土地を所領としていることなどから他の庶家とは別格扱いで、江戸氏一門の中でかなり有カな家柄であった。江戸時代には土井利勝に仕えたが土井氏の一時無嗣断絶に伴う古河藩領削減の際、浪人し、以降子孫は相馬中村藩士小島氏に養子入りして続いた。
牛込にあった牛込江戸氏は、江戸憲重が上杉禅秀の乱で戦功を立て、鎌倉の奉公衆となっている。憲重は子と思われる重方へ所領を譲り、享徳の乱頃および長享・明応年間に江戸越後守が活動しているが、それ以後は資料に見えず、上野国の大胡重行（牛込氏）が牛込に入る前に没落した。
小野姓江戸氏は上野の長尾顕長の家臣となり、徳川家康の関東入国の際に徳川氏に仕え、江戸姓から小野姓となって旗本となった。

## 常陸江戸氏
常陸江戸氏（ひたちえどし）は、常陸国那珂郡江戸郷を発祥とする武家。本姓は藤原氏。鎮守府将軍・藤原秀郷を祖とする那珂氏が祖である。「通」を通字とする。
平安時代末期、秀郷の子孫・藤原公道の子・通直が河辺大夫を名乗り、その子・通資が那珂郡を領し那珂氏を名乗った。しかしその後の家系は傍証無く定まらない。鎌倉時代は御家人だったとみられる。
南北朝時代になると那珂氏は南朝方につき、常陸瓜連城の楠木正家に従い活動したが、北朝の佐竹氏らに攻められ、一族の殆どが滅亡した。
しかし、那珂通辰の子・通泰は生き残り、その後は北朝方について活動、那珂郡江戸郷を封ぜられた。子の通高の代に江戸氏を称するようになる。通高は守護佐竹義篤（佐竹氏9代当主）の娘（中御前）を娶り、度々軍功をあげた。
通高は小田氏の乱の最中、難台城攻めで戦死し、その子・通景は父の戦功により、戦で活躍できなかった大掾氏旧領の河和田(現・水戸市内)周辺を足利氏満より与えられて移った。その子通房の代には上杉禅秀の乱が勃発し、鎌倉公方足利持氏についた通房は、禅秀方に味方して共に没落した大掾氏一族の馬場氏の拠点である馬場城（後の水戸城）方面へ進出した。応永33年（1426年）または応永29年（1422年）、通房は馬場城主・大掾満幹の留守中に馬場城を攻め落とした。その後は馬場城（水戸城）を本拠地として那珂川中下流部で勢力を振るう。その後、守護・佐竹氏内部で山入の乱と呼ばれる内訌が発生すると積極的に介入し、江戸氏の立場を高めていった。
通房の後から通雅までは系図に混乱が見られる。通房の長子・修理亮通秀が早世したためで、通房・修理亮通秀・通長・通雅の世代関係に諸説あり、それに伴い彼らの兄弟たちの系譜関係も変動している。中山信名本では「通房－修理亮－通長－通雅」と直系、宮本茶村本では「通房－修理亮－通長、通長の弟・通雅」、小宮山楓軒本では通房の子が修理亮・通長・通雅の兄弟となっている。
江戸通長・通雅の代には、それまでの佐竹氏勢力下での拡大から、自力で南方へと進出した。このため南部の小幡氏・小田氏・鹿島氏一族の烟田氏、徳宿氏などと衝突した。
江戸通雅は晩年、江戸氏は佐竹氏から「一家同位」の家格を認められ、江戸氏の名誉が高まった。次代・通泰は佐竹氏に従っていたが、古河公方家の家督争いなどには独自路線をとって介入するなど、混乱が続く常陸西部及び南部に進出した。その子・忠通の代に佐竹義昭が佐竹氏を継いだのちに佐竹氏と江戸氏の関係が急速に悪化、天文20年（1551年）に忠通は佐竹氏に従った。忠通の跡は病弱な嫡男・通政ではなく孫・重通が継ぎ、佐竹氏に従い後北条氏とも戦っている。一方佐竹氏とは関係なく南部への進出は続けており、重通は常陸府中に拠点を置く大掾氏を激しく攻めている。
天正16年（1588年）、家臣の神生氏と一門の江戸通澄が対立し、神生氏が江戸氏を離反する「神生の乱」が起こった。神生氏側に鯉淵氏一族が付いており、旧来の一族と新興の一門の対立があった可能性が指摘されている。この鎮圧の際に江戸重通の長男・通升が戦死、神生氏は額田小野崎氏に保護された。このため江戸氏と額田小野崎氏の対立となり、江戸氏は佐竹氏の支援を受け額田城を攻めたが、神生・額田小野崎氏側は伊達氏が支援し決着がつかなかった。翌年和平が成立し神生氏が額田城を退去、また当事者の江戸通澄も同年に死去、この騒乱は終息したが、江戸氏の勢力は衰退した。
天正18年（1590年）小田原征伐がおこり、豊臣秀吉は小田原城を包囲し、関東地方・東北地方の諸氏に参陣を命じた。佐竹氏は後北条氏と対立し、秀吉と結びついていたことから参陣したが、江戸氏は北条氏の働きかけもあって参陣しなかった。秀吉は佐竹義重に常陸21万貫の所領安堵状を発給する。これを楯に佐竹義重は一気に南下、水戸城及び周辺諸城を落とした。重通は妻の兄で娘を養女としていた結城晴朝の許に逃げのび、これにより江戸氏は滅亡した。のち重通の次男・水戸宣通は結城秀康に仕え1,000石を有した。その後、水戸氏は福井藩士として高家100俵となった。

### 常陸江戸氏家臣団
※ 以下に江戸氏の家臣の代表的な氏族を載せる。
- 安島氏
- 飯島（飯嶋）氏
- 打越氏

- 海老沢氏
- 大高氏
- 小野崎氏
- 小田野氏

- 佐川氏
- 高安氏
- 茅根氏
- 立原氏

## 江戸氏系譜
※ 太字は当主、実線は実子、点線は養子。